# Osiek Jasielski

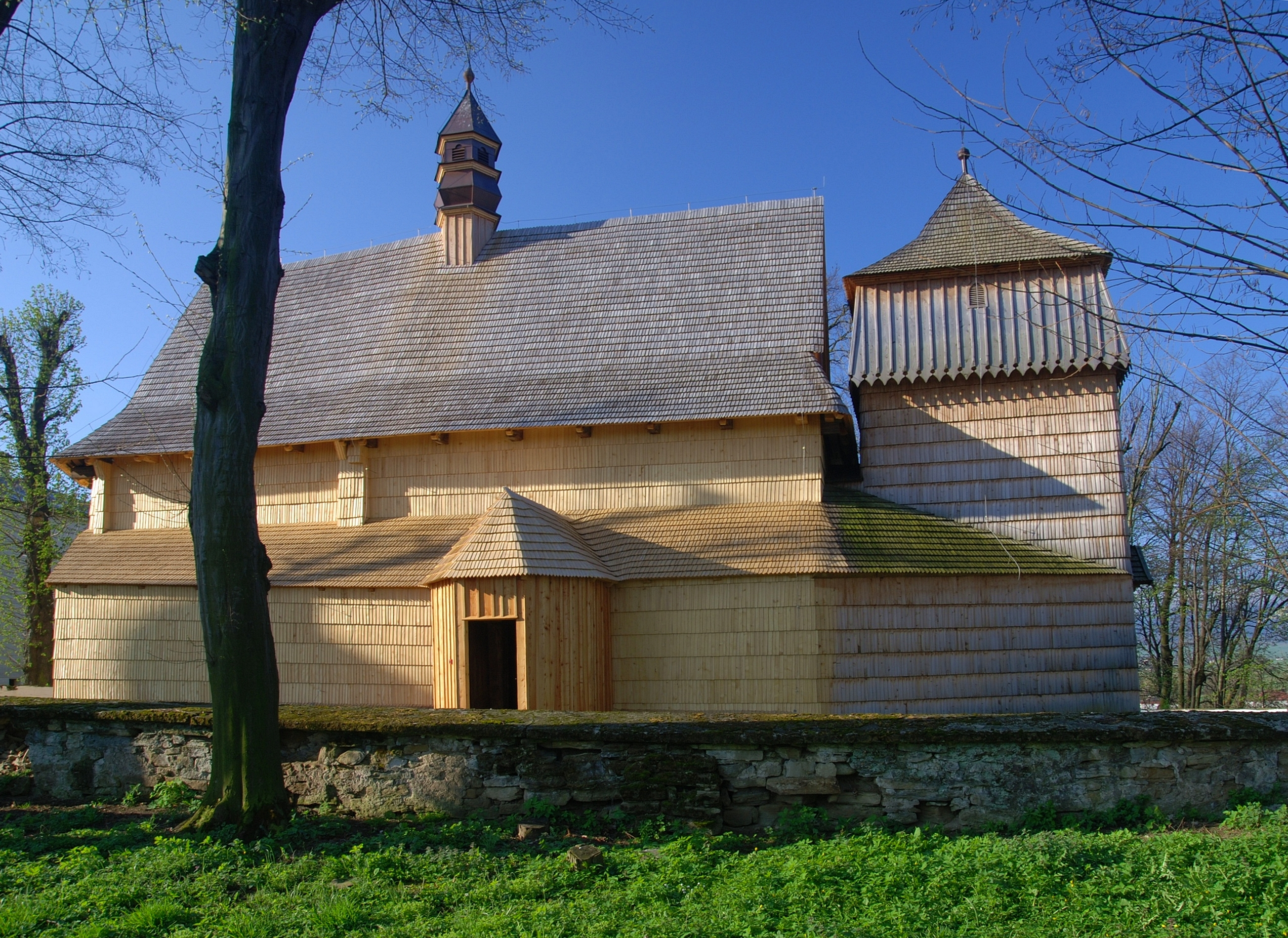
Holzkirche

Osiek Jasielski (deutsch Hakelwerk) ist eine ehemalige Stadt, jetzt ein Dorf im Powiat Jasielski der Woiwodschaft Karpatenvorland in Polen. Es ist Sitz der gleichnamigen Landgemeinde mit etwa 5400 Einwohnern.

## Geographie
Der Ort liegt im Sanoker Flachland an der Wisłoka. Die Nachbarorte sind Załęże im Nordwesten, Świerchowa im Norden, Łężyny im Nordosten, Gorzyce im Osten, Mytarka im Südosten, Czekaj im Süden, sowie Zawadka Osiecka im Westen.

## Geschichte
1365 wurde Osiek das Magdeburger Stadtrecht vom König Kasimir den Großen verliehen. Der Ortsname Osiek ist in Polen sehr verbreitet und bedeutet eine Verhau in Wald (Hindernis: aus Ästen oder Strauchwerk), das Adjektiv Jasielski ist vom Namen Jasło abgeleitet.
Die Stadt gehörte zunächst zur Königreich Polen (ab 1569 Adelsrepublik Polen-Litauen), Woiwodschaft Krakau, Kreis Biecz. Bei der Ersten Teilung Polens kam Osiek 1772 zum neuen Königreich Galizien und Lodomerien des habsburgischen Kaiserreichs (ab 1804). Ab dem Jahr 1855 gehörte Osiek zum Bezirk Jasło.
Nach dem Ende des Ersten Weltkriegs und dem Zusammenbruch der k.u.k. Monarchie, kam Osiek 1918 zu Polen. Unterbrochen wurde dies nur durch die Besetzung Polens durch die Wehrmacht im Zweiten Weltkrieg. Im Ersten Weltkrieg wurde das Städtchen zum großen Teil zerstört und verlor das Stadtrecht im Jahr 1934, wie viele anderen Orten in der Umgebung. 
Vor dem Zweiten Weltkrieg lebten in Osiek ungefähr 250 Juden, das war ein Viertel der Bevölkerung. Nach der deutschen Besetzung wurde im Mai 1942 ein Zwangsghetto angeordnet, in dem auch Menschen aus dem Umkreis inhaftiert wurden. Die fünfhundert Insassen wurden am 17. Oktober 1942 in das Ghetto der Stadt Staszów deportiert. 
Von 1975 bis 1998 gehörte das Dorf zur Woiwodschaft Krosno.

## Sehenswürdigkeiten
- Holzkirche an der Holzarchitektur-Route

## Gemeinde
Zur Landgemeinde (gmina wiejska) Osiek Jasielski gehören acht Dörfer mit einem Schulzenamt.